# Muinemón
Muinemón (ensuite transcrit en Muineamhón), fils de Cas Clothach, fils de Irárd, fils de Rothechtaid, fils de Ros, fils de Glas, fils de Nuadu Declam, fils de Eochaid Faebar Glas,est selon les légendes médiévales et la tradition pseudo historique irlandaise un Ard ri Erenn.

## Règne
Muinemón aide Fíachu Fínscothach à assassiner son père Sétna Airt, et à devenir Haut roi, puis 20 ans après il tue Fíachu et devient Ard ri Erenn lui-même.
Il est réputé être le premier roi irlandais dont les suivants portaient des torques en or à leur cou (son nom dérive du vieil irlandais muin, cou).
Il règne pendant 5 ans et meurt de la peste à Aidne au Connacht,et a comme successeur son fils  Faildergdóit.
La chronologie de Geoffrey Keating Foras Feasa ar Éirinn date son règne de  955-950 av. J.-C. et les Annales des quatre maîtres  de 1333-1328 av. J.-C..

## Source
- (en) Cet article est partiellement ou en totalité issu de l’article de Wikipédia en anglais intitulé « Muinemón » (voir la liste des auteurs), édition du 7 avril 2012.